# WCW Capital Combat
Capital Combat: Return of RoboCop est un ancien évènement télédiffusé de catch visible uniquement en paiement à la séance produit par la National Wrestling Alliance sous le nom de la World Championship Wrestling. Il s'est déroulé le 19 mai 1990 au D.C. Armory de Washington, D.C.. Il était en promotion avec le film RoboCop, avec RoboCop sauvant Sting d'une attaque des Four Horsemen pendant le spectacle.

## Résultats
- The Road Warriors (Hawk et Animal) et Norman the Lunatic (w/Paul Ellering) def. Kevin Sullivan, Cactus Jack et Bam Bam Bigelow (w/Oliver Humperdink) (9:38)
  - Hawk a effectué le tombé sur Sullivan.
- Mark Callous (w/Paul E. Dangerously) def. Johnny Ace (10:41)
  - Callous a effectué le tombé sur Ace.
- The Samoan Swat Team (Fatu et The Samoan Savage) def. Tommy Rich et Mike Rotunda (17:54)
  - Savage a effectué le tombé sur Rich.
- Paul Ellering (w/Hawk et Animal) def. Teddy Long (w/Butch Reed et Ron Simmons) dans un Hair vs. Hair match (1:57)
  - Ellering a effectué le tombé sur Long.
- The Midnight Express (Bobby Eaton et Stan Lane) def. Brian Pillman et Tom Zenk pour remporter le NWA United States Tag Team Championship (20:20)
  - Eaton a effectué le tombé sur Zenk après un Enzurgiri.
  - Jim Cornette était enfermé dans une cage pour l'empêcher d'intervenir dans le match.
- The Rock 'n' Roll Express (Ricky Morton et Robert Gibson) def. The Freebirds (Michael Hayes et Jimmy Garvin) dans un Corporal Punishment match (18:33)
  - Morton a effectué le tombé sur Hayes avec un Sunset Flip de la troisième corde.
- Doom (Ron Simmons et Butch Reed) (w/Teddy Long) def. The Steiner Brothers (Rick et Scott) pour remporter le NWA World Tag Team Championship (19:14)
  - Reed a effectué le tombé sur Rick.
- Lex Luger (w/Sting et El Gigante) def. NWA World Heavyweight Champion Ric Flair (w/Woman) par disqualification dans un Steel cage match (17:21)
  - Flair était disqualifié après que Ole Anderson ouvrait la cage pour que Arn Anderson et Barry Windham puissent attaquer Luger. Flair conservait le titre.